# 654
654 foi um ano comum do século VII que teve início e terminou a uma quarta-feira, segundo o Calendário Juliano. A sua letra dominical foi E. Segundo o horóscopo chinês, foi o ano do Tigre.
| Ano completo                        |
| ----------------------------------- |
| Ano comum com início à quarta-feira |

## Eventos
- 10 de Agosto - É eleito o Papa Eugénio I.
- Primeiro ataque muçulmano de grande envergadura à ilha de Creta, então parte do Império Bizantino (ver Emirado de Creta).

## Mortes
- Imperador Kotoku - 36º imperador do Japão